# 埃斯普拉德塞鲁
埃斯普拉德塞鲁（法語：Esplas-de-Sérou）是法国阿列日省的一个市镇，属于圣吉龙区（Saint-Girons）圣吉龙县（Saint-Girons）。该市镇2009年时的人口为182人。

## 人口
埃斯普拉德塞鲁人口变化图示
| 数据来源：INSEE |